# Pavla Tomicová

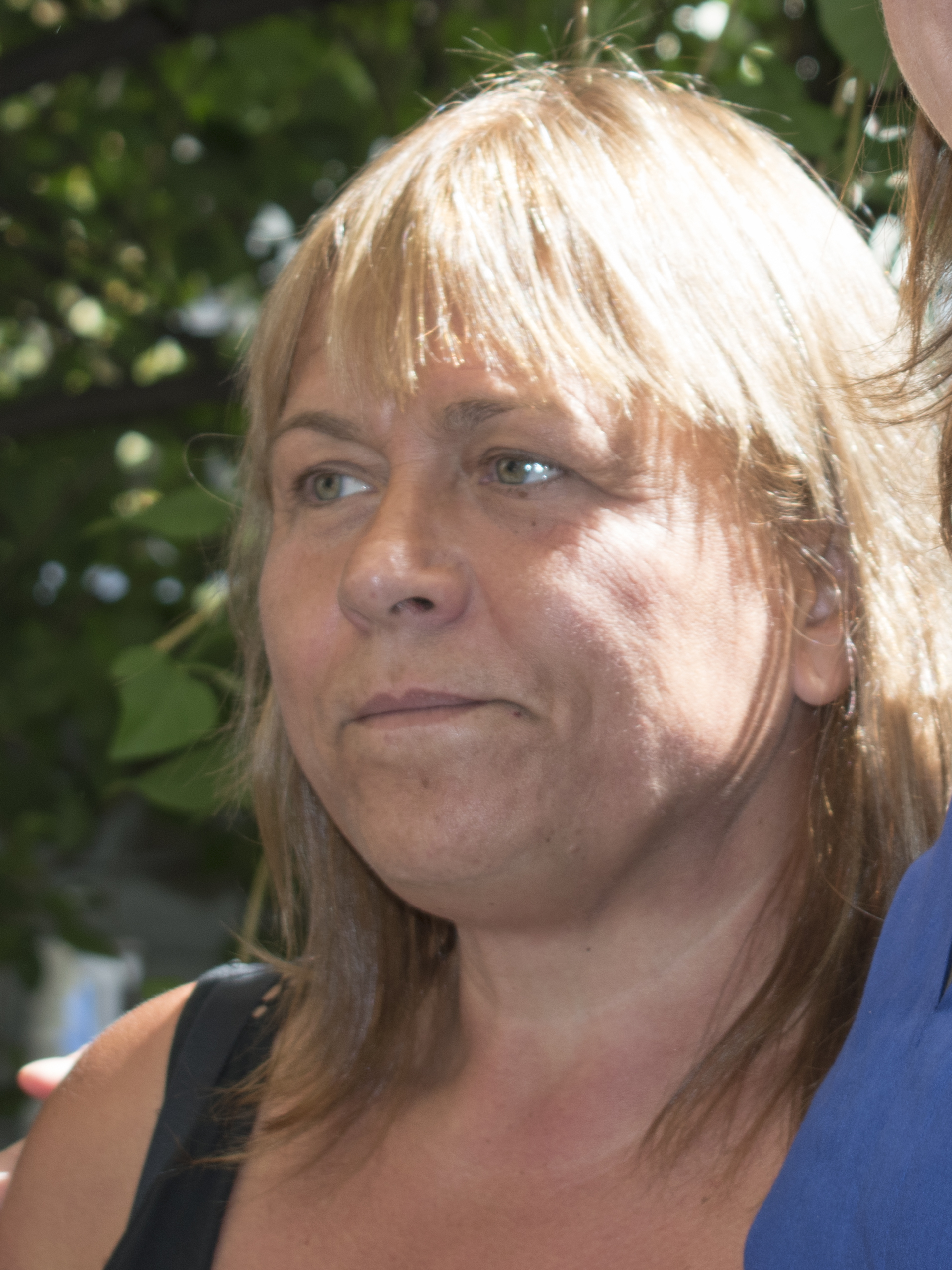
Pavla Tomicová im Jahr 2017

Pavla Tomicová (* 25. Juni 1962 in Karviná, Tschechoslowakei) ist eine tschechische Schauspielerin.

## Leben
Pavla Tomicová wurde 1962 in Karviná geboren, in der Nähe der Grenze zu Polen. Sie besuchte zunächst die pädagogische Mittelschule und unterrichtete dann ein Jahr lang, bevor sie an die Theaterfakultät der Akademie der Musischen Künste in Prag wechselte und in der Abteilung Alternatives und Marionettentheater ausgebildet wurde. Für ihre Darstellung der Arkadina in Anton Tschechows Stück Die Möwe wurde sie für den Cena Thálie („Thalia-Preis“) nominiert und für die Rolle der Marysha wurde sie 1999 mit dem Cena Alfréda Radoka („Alfréd-Radok-Preis“) ausgezeichnet. Am Theater in Dejvice spielt sie als Gast die Blanche DuBois in dem Tennessee-Williams-Stück Endstation Sehnsucht.
Seit Ende der 1990er Jahre triff Pavla Tomicová häufiger in Film und Fernsehen auf. Eine wichtige Rolle in ihrer Karriere war 2003 die der Psychologin Kulková an der Seite von Miroslav Donutil in dem Film Sex in Brno (im Original Nuda v Brně). Weitere Filmauftritte hatte sie in Snowboarďáci, Raftáci und Crash Road. In der Fernsehtelenovela Ulice spielte sie in mehr als 400 Folgen, in der Serie Gympl s (r)učením omezeným in fast 30 Folgen. 2020 wurde sie für ihre Rolle in dem Film Die Eigentümer (im Original Vlastníci) für den Český lev („Böhmischer Löwe“) als Beste Nebendarstellerin nominiert. 2023 erhielt sie für den Film A pak přišla láska... eine Nominierung als Beste Hauptdarstellerin.

## Filmografie
- 2003: Sex in Brno (Nuda v Brně)
- 2019: Die Eigentümer (Vlastníci)
- 2022: A pak přišla láska...